# Brixia lamelliceps
Brixia lamelliceps är en insektsart som beskrevs av Ronald Gordon Fennah 1958. Brixia lamelliceps ingår i släktet Brixia och familjen kilstritar. Inga underarter finns listade i Catalogue of Life.